# Allègre
Allègre ist eine französische Gemeinde mit 892 Einwohnern (Stand: 1. Januar 2022) im Département Haute-Loire in der Region Auvergne-Rhône-Alpes. Die Gemeinde befindet sich inmitten des als Velay bekannten Massivs etwa 100 Kilometer südlich von Clermont-Ferrand und etwa 20 Kilometer nördlich von Le Puy-en-Velay. Die Gemeinde ist bekannt für die Schlossruine (château d'Allègre), die sich über dem Ortskern erhebt. Die Bewohner lebten historisch vorwiegend von der Viehzucht, der Holzverarbeitung und der Spitzenherstellung, heute bietet der Tourismus Einnahmequellen.

## Bevölkerungsentwicklung
| Fläche                     | 1962 | 1968 | 1975 | 1982 | 1990 | 1999 | 2006 | 2009 | 2014 | 2017 |
| -------------------------- | ---- | ---- | ---- | ---- | ---- | ---- | ---- | ---- | ---- | ---- |
| Einwohner                  | 1487 | 1512 | 1459 | 1313 | 1176 | 1007 | 1008 | 996  | 955  | 907  |
| Quellen: Cassini und INSEE |      |      |      |      |      |      |      |      |      |      |

## Persönlichkeiten
- Germaine Tillion (1907–2008), Ethnologin und Widerstandskämpferin
- François Fonlupt (* 1954), römisch-katholischer Erzbischof von Avignon

## Weblinks

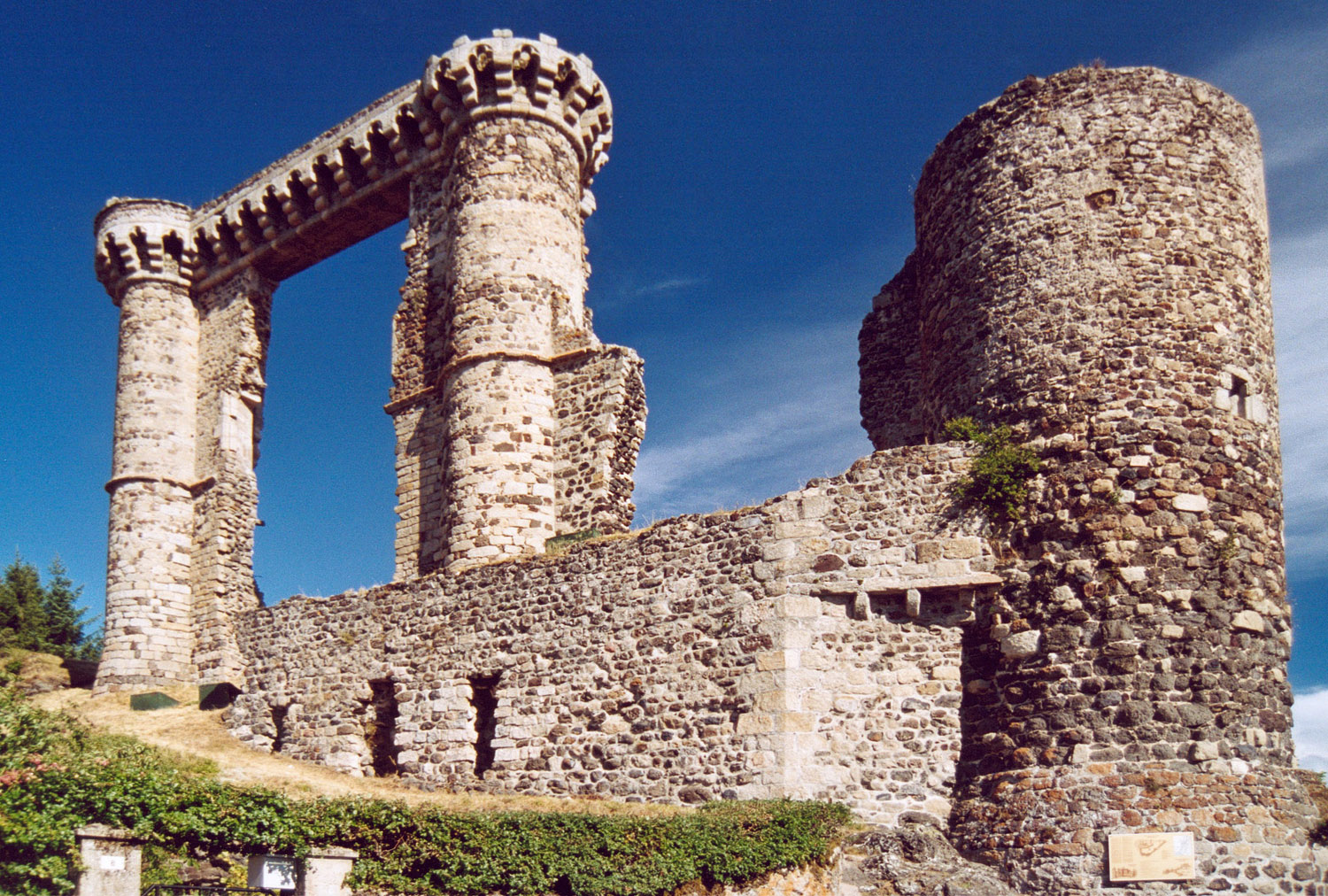
Ruinen der Burg Allègre